# Terror Trail
Terror Trail is een Amerikaanse western uit 1933. De film is gebaseerd op het korte verhaal Riders of Terror Trail van Grant Taylor.

## Verhaal
De door Colonel Charles Ormsby (John St. Polis) bijeengebrachte burgerwacht slaagt er niet in om een bende boeven te pakken te krijgen, met name omdat Ormsby en de sheriff (Frank Brownlee) de geheime leiders van de groep zijn. De gouverneur van Arizona schakelt hierop rancher Tom Munroe (Tom Mix) in om de zaak op te lossen. Munroe ontdekt dat de jonge rancher Bernie "Little Casino" Laird (Arthur Rankin) - de broer van Norma Laird (Neoma Judge) - in het geheim bendelid is. Als de bende een postkoets overvalt, weet Munroe Bernie Laird en twee handlangers te arresteren. Ormsby laat ze vervolgens echter alle drie vrij. Bij een schietpartij op de ranch van de familie Laird onthult Bernie dat Ormsby en de sheriff corrupt zijn, waarna de groep wordt opgerold.

## Rolverdeling
| Acteur             | Personage                    |
| ------------------ | ---------------------------- |
| Tom Mix            | Tom Munroe                   |
| Neoma Judge        | Norma Laird                  |
| Arthur Rankin      | Bernie "Little Casino" Laird |
| John St. Polis     | Colonel Charles Ormsby       |
| Frank Brownlee     | Sheriff Judell               |
| Raymond Hatton     | "Lucky" Dawson               |
| Francis McDonald   | Tad McPherson                |
| Bob Kortman        | Tim McPherson                |
| Lafe McKee         | Shay                         |
| Tony jr. het paard | Tony                         |